# Jordi Ferrón
Pour les articles homonymes, voir Ferron.
Jordi Ferrón Forné, né le 19 août 1978 à Barcelone (Catalogne, Espagne), est un footballeur espagnol qui jouait au poste de défenseur latéral droit. Avec l'Espagne, il est médaillé d'argent aux Jeux olympiques d'été de 2000.

## Biographie

### En club
Après avoir joué au FC Barcelone B, Jordi Ferrón est recruté par le Rayo Vallecano en 1999.
Entre 2000 et 2004, il est sous contrat avec le Real Saragosse, dont une saison en prêt au Rayo Vallecano (2001-2002). Avec Saragosse, il remporte deux Coupes d'Espagne, en 2001 et 2004.
En 2004, il est recruté par l'Albacete Balompié où il joue jusqu'en 2008. De 2008 à 2014, Ferrón joue au CF Badalona.
À partir de l'été 2014, il devient entraîneur-joueur de Cabrera de Mar.

### Équipe nationale
Jordi Ferrón fait partie de l'équipe d'Espagne médaillée d'argent aux Jeux olympiques d'été de 2000. Il joue 5 matchs lors du tournoi olympique.
Il joue également la Coupe du monde des moins de 17 ans 1995 organisée en Équateur.

## Palmarès
- Vainqueur de la Coupe d'Espagne en 2001 et 2004 avec le Real Saragosse
- Médaille d'argent aux Jeux olympiques de 2000 avec l'équipe d'Espagne